# José Santos Rosa
José Carlos Santos Rosa (1932) is een Portugees componist, dirigent, klarinettist en saxofonist.

## Levensloop
Rosa werd na zijn studies muziekleraar en dirigent. Hij richtte een eigen orkest op en verzorgde ermee optredens in televisie en radio. Vanzelfsprekend trad hij met dit orkest ook op in heel Portugal. Rosa was en is verbonden met de amateuristische muziekbeoefening. Hij is zowel oprichter alsook dirigent van verschillende banda's (harmonieorkesten), bijvoorbeeld de Banda Associaçõe Filarmónica da Amizade alsook van koren.
Als componist schrijft hij werken voor verschillende genres, meestal met betrekking tot de Portugese folklore.

## Composities

### Werken voor orkest
- 1963 Alviela, voor orkest
- 1963 Fe de Quem tem Fe, voor zang en orkest - tekst: Fernando Correia
- 1963 Natal de Jesus, voor zang en orkest - tekst: Fernando Correia
- 1963 O ritmo do Amor, voor orkest
- 1963 Poema de Nos Dois, voor zang en orkest - tekst: Fernando Correia
- 1964 Hora H, voor zang en orkest - tekst: Hernâni Correia
- 1965 Era Bom, voor zang en orkest - tekst: Hernâni Correia
- 1964 Marcha do Soldado Portugues, voor zang en orkest - tekst: Hernâni Correia
- 1965 Contrabando de Beijinhos, voor zang en orkest - tekst: Hernâni Correia
- 1966 Adeus ao Verao Canção Slow, voor orkest
- 1966 Arraial Cigano, voor orkest
- 1966 Clarim Fantastico, voor orkest
- 1967 Delírio Slow, voor orkest
- 1968 Malhão Popular, voor orkest
- 1969 Coradinhas Folclore, voor orkest
- 1969 Tres motivos na Forja, voor orkest
- 1970 Diabruras de Pedro, voor orkest
- 1970 Não se pode ser Bonita, voor twee vrouwenstemmen en orkest - tekst: Hernâni Correia
- Maria de Portugal, voor zang en orkest - tekst: Fernando Correia
- Porque foges de Mim, voor zang en orkest - tekst: Manuel Pardal
- Renovação, voor orkest
- Sol do Alentejo, voor orkest

### Werken voor harmonieorkest
- 1964 Marcha do Soldado Portugues, voor zang en harmonieorkest
- 1967 Corta Mato Musical, voor tenorsaxofoon, trompet en harmonieorkest
- Caçador Solitário, voor zang en harmonieorkest
- Concerto, voor trompet en harmonieorkest
- Fado da Isabel, voor harmonieorkest
- Festival em Suite, voor harmonieorkest
- Hino do Clube Atlético de Pernes, voor samenzang en harmonieorkest - tekst: Vicente Batalha
- Rapsodia Ligeira, voor harmonieorkest
- Trombone de Sonho, voor trombone en harmonieorkest
- Um Dia Na Figueira, fantasia portuguesa voor harmonieorkest
- Variações Fadísticas, fantasie voor klarinet en harmonieorkest

### Muziektheater

#### Operettes
| Voltooid in | titel                  | aktes | première                                         | libretto         |
| ----------- | ---------------------- | ----- | ------------------------------------------------ | ---------------- |
| 2005        | As saudades do meu rio |       | 16 juli 2005, Pernes (Portugal), Quinta da Torre | van de componist |

### Vocale muziek
- 1963 Ter Fe, voor zang en piano - tekst: Hernâni Correia
- Noite que viu Nascer Jesus, voor zang en instrumentaal ensemble - tekst: Hernâni Correia
- Romeiro, voor zang en piano - tekst: Joaquim Pedro Gonçalves

### Kamermuziek
- Polka de Risota, voor klarinetkwartet
- Danças de Capoeira, voor klarinetkwartet
  1. Pirum Velho
  2. Canto da Rola
  3. Dança dos Galos
  4. Frangas com ovo
- Selecção de Fados, voor klarinetkwartet
  1. Canções do Tejo
  2. Maria Severa
  3. Balada da Despedida
  4. Fadinho Serrano

### Werken voor piano
- Baile da Carrasquinha

### Werken voor slagwerk
- One Day in the Wood